# Mount Dickerson
Mount Dickerson ist ein 4120 m hoher Berg in der antarktischen Ross Dependency. In der Königin-Alexandra-Kette des Transantarktischen Gebirges ragt er 6 km östlich des Mount Kirkpatrick auf.
Das Advisory Committee on Antarctic Names benannte den Berg im Jahr 1966 nach Lieutenant Commander Richard Gordon Dickerson (1921–2000) von der United States Navy, Flugzeugkommandant der Flugstaffel VX-6 während der Operation Deep Freeze des Jahres 1964.